# Australoechemus
Australoechemus is een geslacht van spinnen uit de familie bodemjachtspinnen (Gnaphosidae).

## Soorten
De volgende soorten zijn bij het geslacht ingedeeld:
- Australoechemus celer Schmidt & Piepho, 1994
- Australoechemus oecobiophilus Schmidt & Piepho, 1994